# 比洛烏斯河

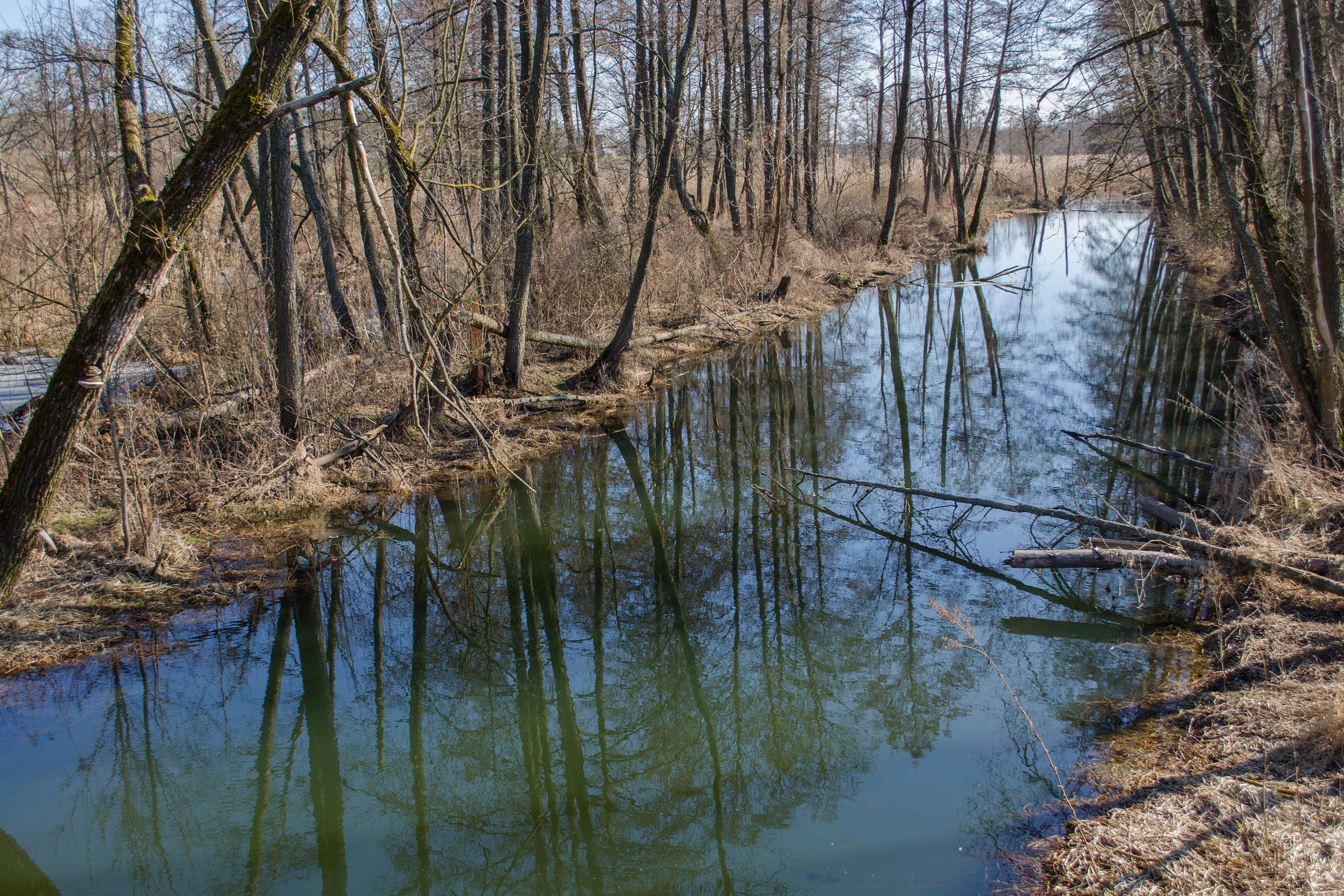

比洛烏斯河（烏克蘭語：Білоус），是烏克蘭的河流，位於該國北部切爾尼戈夫州，屬於傑斯納河的支流，發源自克拉斯基夫西克，河道全長58公里，流域面積88,900平方公里。